# 孙广
孙广（?—?），唐朝官员，李希烈楚国政权宰相。

## 生平
孙广在唐代宗永泰年间，官至大理寺评事。唐德宗建中年间，淮西节度使李希烈起兵反唐，李希烈占据汴州，即皇帝位，国号楚，建元武成；以张鸾子、李绶、李元平为宰相，郑贲为侍中，孙广为中书令，以汴州为大梁府治。

《全唐文·卷四百三十八》收录孙广所作的《啸旨序》：
夫气激於喉中而浊谓之言，激於舌端而清谓之啸。言之浊，可以通人事，达情性。啸之清，可以灭鬼神，致不死。盖出其言善，千里应之。出共啸善，万灵受职。斯古之学道者哉。故太上老君授南极真人，南极真人授广成子，广成子授风后，风后授务光，务光授舜。滨之为琴以授禹，自後或废或续，晋太行仙人孙公能以啸得道，而无所授，阮嗣宗所得少分，其後不复闻矣。

## 同僚
- 李绶，李希烈楚国政权宰相。建中四年（783年），李希烈据有汴州（今河南省开封市），即皇帝位，国号楚，建元武成，与张鸾子、李元平同列宰相。